# Мануель (ураган)
Ураган «Мануель» (англ. Hurricane Manuel) — ураган 1-ї категорії, який спричинив масштабні повені на більшій частині Мексики у вересні 2013 року. Разом урагани Інгрід і Мануель завдали удар по Мексиці протягом 24 годин. Це було першим подібним явищем з 1958 року.
Через загрозу, яка насувається, кілька мексиканських муніципалітетів оголосили надзвичайний стан. Після свого першого виходу на сушу Мануель спричинив сильні повені на півдні Мексики. Збитки, завдані майну та сільському господарству в результаті дії цієї системи, були широко поширеними і, за оцінками, безпосередньо постраждали близько мільйона людей. У Герреро загинули 97 людей, у тому числі 18 в Акапулько. Ще 71 людина загинула внаслідок зсуву в Ла-Пінтада. Тільки в Герреро було пошкоджено близько 30 000 будинків і 46 річок вийшли з берегів. Там 20 тисяч осіб були евакуйовані до притулків. По штату відшкодування збитків від шторму склало 3 мільярди мексиканських песо (230 мільйонів доларів США). Наслідки Мануеля поширилися аж на схід, аж до перешийка Теуантепек, де 300 сімей були переміщені до безпечних місць. У регіоні повені зруйнували щонайменше 11 591 будинок. Тим часом країна зазнала нового удару від атлантичного урагану Інгрід.
Після другого виходу на сушу в кількох містах сталися додаткові повені, а в Сіналоа понад 100 000 людей залишилися без даху над головою, а четверо людей загинули. У результаті ударів Мануеля 107 муніципалітетів були оголошені регіонами стихійного лиха. Збитки в Сіналоа склали 500 мільйонів мексиканських песо (37,9 мільйона доларів США). Мексиканська армія була направлена в кілька місць для допомоги в операціях з надання допомоги. Після шторму мародерство у сильно постраждалих районах стало звичайним явищем, тому урядові сили також були направлені, щоб запобігти подальшому мародерству. Загалом у Мексиці загинули 169 людей, збитки перевищили 55 мільярдів мексиканських песо (4,2 мільярда доларів США).